# Кочережківська сільська рада
| Кочережківська сільська рада — сільська рада в Павлоградському районі Дніпропетровської області (Україна) з адміністративним центром у селі Кочережки. Населення 1670 осіб. Сільській раді підпорядковані населені пункти: - c. Кочережки - с. Жолобок - с. Підлісне |

## Склад ради
Рада складається з 16 депутатів та голови.

## Керівний склад сільської ради
| ПІБ                         | Основні відомості                                                         | Дата обрання | Дата звільнення |
| --------------------------- | ------------------------------------------------------------------------- | ------------ | --------------- |
| Онищенко Валентина Павлівна | Сільський голова, 1951 року народження, освіта, позапартійна              | 26.03.2006   | 31.10.2010      |
| Шевела Валерій Олексійович  | Сільський голова, 1966 року народження, освіта вища, член Партії регіонів | 31.10.2010   |                 |

Примітка: таблиця складена за даними джерела

## Географія
Кочережківська сільська рада розташована на правому березі річки Самара в 31 кілометрі на північному- заході від районного центру м. Павлоград. На сході межує з селом В'язівок, на півдні омивається р. Самара та межує з лісом державного лісового фонду, на заході — з селом Василівка Новомосковського району, на півночі — із селом Новов'язівське Юр"ївського району.

## Історія
Часом заснування села Кочережки — центральної садиби Кочережківської сільської ради дослідники-краєзнавці вважають 1750 рік. Стосовно назви села Кочережки існує дві версії. Одна з них говорить про те, що назва села походить від річки Самара, русло якої навпроти центру села робить вигин у вигляді кочерги, а також одна з пересихаючих річок носить назву Кочерга. Інша версія пов'язує назву села з її легендарним засновником Іваном Кочергою — козаком-запорожцем, що заснував поселення.

### Сучасність
1992 року Дніпропетровська обласна рада рішенням від 9 липня 1992 року у Павлоградському районі уточнила назву Кочеріжківської сільради на Кочережківську.
2007 року Кочережківська сільська рада стала переможцем обласного конкурсу проектів та програм розвитку місцевого самоврядування. Назва проекту «Інноваційні методи в сфері охорони материнства та дитинства в умовах сільського фельдшерсько-акушерського пункту — крок до амбулаторії сімейної медицини». Результатом впровадження проекту стало покращення надання первинної медико-санітарної допомоги населенню Кочережківської сільської ради. Проведено капітальний ремонт та будівництво водопостачання фельдшерсько-акушерського пункту № 1 села Кочережки на суму 122 тис.грн.

## Пам'ятки
На території сільської ради, за межами населених пунктів, знаходяться більше 50 історико-культурних пам'яток — курганів.
У центрі села знаходиться меморіал воїнам, які загинули в роки німецько-радянської війни.

## Інфраструктура
Села Кочережки та Жолобок газифіковані, жителі села Підлісного користуються пічним опаленням та скрапленим газом.
Централізоване водопостачання в населених пунктах відсутнє. Практично на кожному подвір'ї є власна свердловина або колодязь.